# Chagdud Tulku Rinpoché

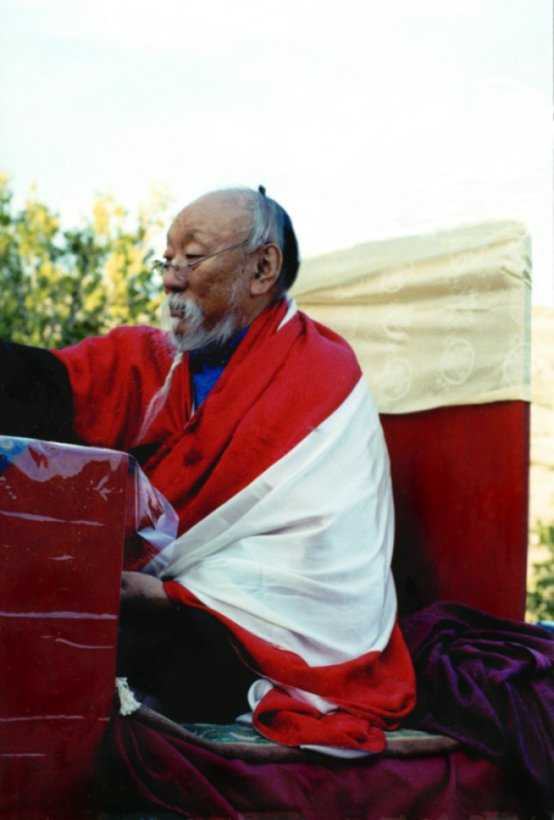
Chagdud Tulku Rinpoche - April 2001

Chagdud Tulku Rinpoché (tibétain : ལྕགས་མདུད་; Wylie : Lcags-mdud)  (1930-2002) était un enseignant renommé de l'école Nyingma, une branche du Vajrayana du bouddhisme tibétain. Il était connu et respecté en occident pour ses enseignements, sa voix mélodique, son art comme sculpteur et peintre, et sa compétence comme médecin. Il fut un guide spirituel pour des milliers d'étudiants dans le monde.